# R2000
R2000はMIPS I命令セットアーキテクチャ (ISA) を実装したマイクロプロセッサのチップセットであり、ミップス社が開発した。1986年1月発表。MIPSアーキテクチャの最初の実装である。元々は基板レベルの製品で、モジュールとして発売し、DECのVAXマイクロプロセッサやモトローラのMC68000と競合した。1987年、インテルの80386に対抗すべくチップセット単体での販売を開始した。アーデントコンピュータ、DEC、シリコングラフィックスなどが採用している。
チップセットは、マイクロプロセッサ(CPU) R2000、FPU R2010、ライトバッファ R2020（4個必要）で構成されている。R2020はメモリへの書き込みをバッファリングし、R2000が書き込み完了を待たずに次の操作を実行できるようにするためのものだった。R2020一つで書き込みを1エントリだけ保持できる。当時のメモリはチップセットに比較して非常に遅かったため、これによって性能を向上させた。
動作周波数としては、8.3MHz、12.5MHz、15MHz があった。R2000本体のチップは 80 mm2 の大きさで、2.0μmのCMOSプロセスで11万個のトランジスタを集積している。ミップス社はファブレス企業であるため、自社では製造していない。R2000の製造を行ったのは Sierra Semiconductor と東芝で、ミップス社にOEM供給した。1987年12月、IDT、LSI Logic、Performance Semiconductor がミップス社からライセンス提供を受けてR2000の製造・販売を開始している。Sierraと東芝はOEM供給のみを続け、自社販売はしなかった。
LSI Logic は2.0μmのCMOSプロセスで製造し、LR2000 として販売。Performance Semiconductor は0.8μmのCMOSプロセスで製造し、PR2000 として販売した。
1988年、改良版の R2000A と R2010A が登場。12.5MHzと16.67MHzで動作した。